# Wekapipo
«Wekapipo» (ウェカピポ) es una canción por el trío de hip hop japonés, Soul'd Out. La canción fue publicada como el sencillo principal del álbum debut homónimo de la banda en 2003 a través de SME Records.
La canción tuvo un éxito moderado en Japón, alcanzando el puesto #16 en el Oricon Singles Chart.

## Otros lanzamientos
- La canción fue publicada como sencillo el 22 de enero de 2003.[1]
- La canción ha aparecido en numerosos álbumes recopilatorios de la banda:
  - Movies&Remixies (2003)
  - Single Collection (2006)
  - Decade (2013)

## Lista de canciones
| CD single |                                                                                   |          |  |
| N.º       | Título                                                                            | Duración |  |
| 1.        | «Wekapipo» (ウェカピポ)                                                           | 4:10     |  |
| 2.        | «Diggy Diggy Diggy»                                                               | 4:13     |  |
| 3.        | «HUNTER»                                                                          | 3:52     |  |
| 4.        | «S.O. Magic»                                                                      | 5:28     |  |
| 5.        | «Wekapipo ~TinyVoice, Production Remix» (ウェカピポ～TinyVoice, Production Remix) | 4:00     |  |

## Posicionamiento
| Gráfica (2003)               | Pico posición |
| ---------------------------- | ------------- |
| Japón (Oricon Singles Chart) | 16            |

## Uso en la cultura popular
- En Steel Ball Run, la séptima parte de JoJo's Bizarre Adventure, el personaje Wekapipo, es nombrado después de la canción.[2]